# Блотно (Любуське воєводство)
Блотно (пол. Błotno, нім. Brenkenhofsbruch) — село в Польщі, у гміні Звежин Стшелецько-Дрезденецького повіту Любуського воєводства.
Населення — 139 осіб (2011).
У 1975-1998 роках село належало до Гожовського воєводства.

## Демографія
Демографічна структура станом на 31 березня 2011 року:
|          | Загалом | Допрацездатний вік | Працездатний вік | Постпрацездатний вік |
| -------- | ------- | ------------------ | ---------------- | -------------------- |
| Чоловіки | 73      | 21                 | 45               | 7                    |
| Жінки    | 66      | 15                 | 40               | 11                   |
| Разом    | 139     | 36                 | 85               | 18                   |